# Garda Síochána
La Garda Síochána (en català: "Els guardians de la pau"), popularment anomenats Gardaí (en català: "Guardians"), és el cos policial de la República d'Irlanda. El cos policial es comandat pel comandant de la guàrdia, que és designat pel Govern d'Irlanda. La seva seu central està situada en el Phoenix Park, a Dublín.
Des de la formació de la Garda Síochána el 1923, ha estat una força predominantment desarmada i més de les tres quartes parts de la força no solen portar armes de foc. Al 31 de desembre de 2019, el servei de policia tenia 14.708 membres jurats (incloent 458 reserves) i 2.944 personal civil. Operacionalment, la Garda Síochána s'organitza en quatre regions geogràfiques: Est, Nord/Oest, Sud i les regions metropolitanes de Dublín.
A més de les funcions de detecció i prevenció de delictes, les funcions d'aplicació de la seguretat viària i les funcions de policia comunitària, el servei de policia té algunes funcions de protecció diplomàtica i de testimonis i funcions de control de fronteres.

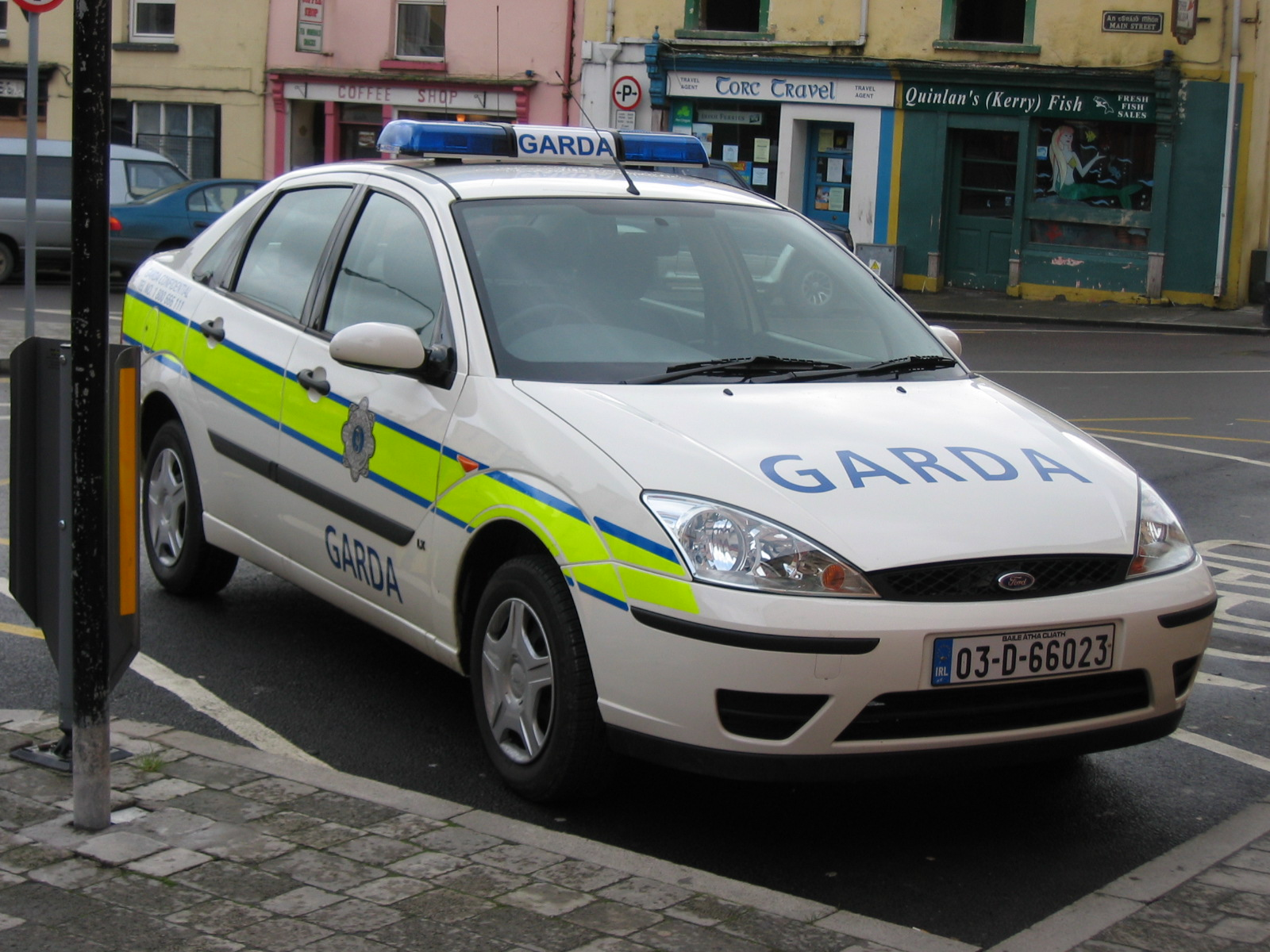
Vehicle policial.
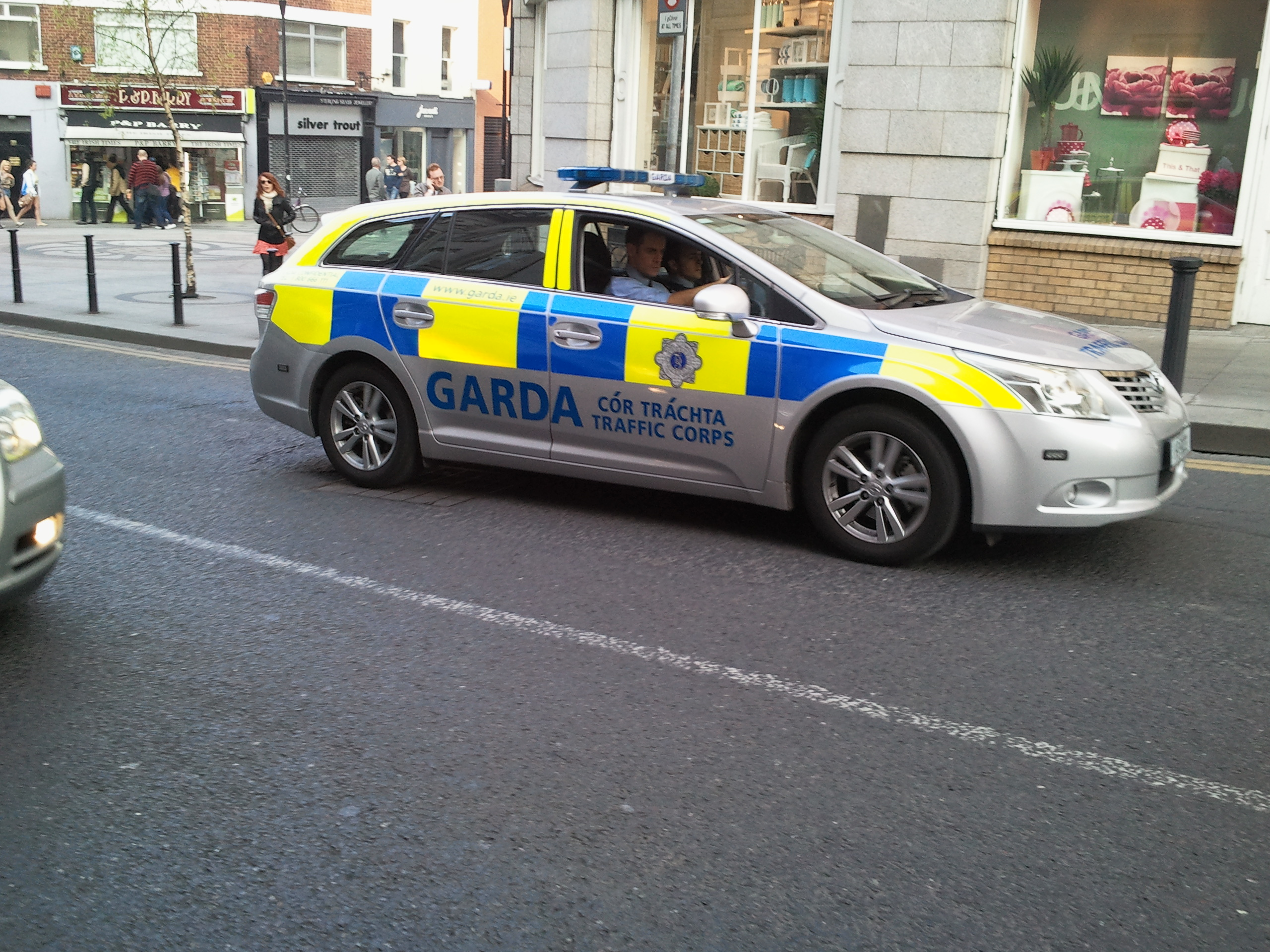
Toyota Avensis.
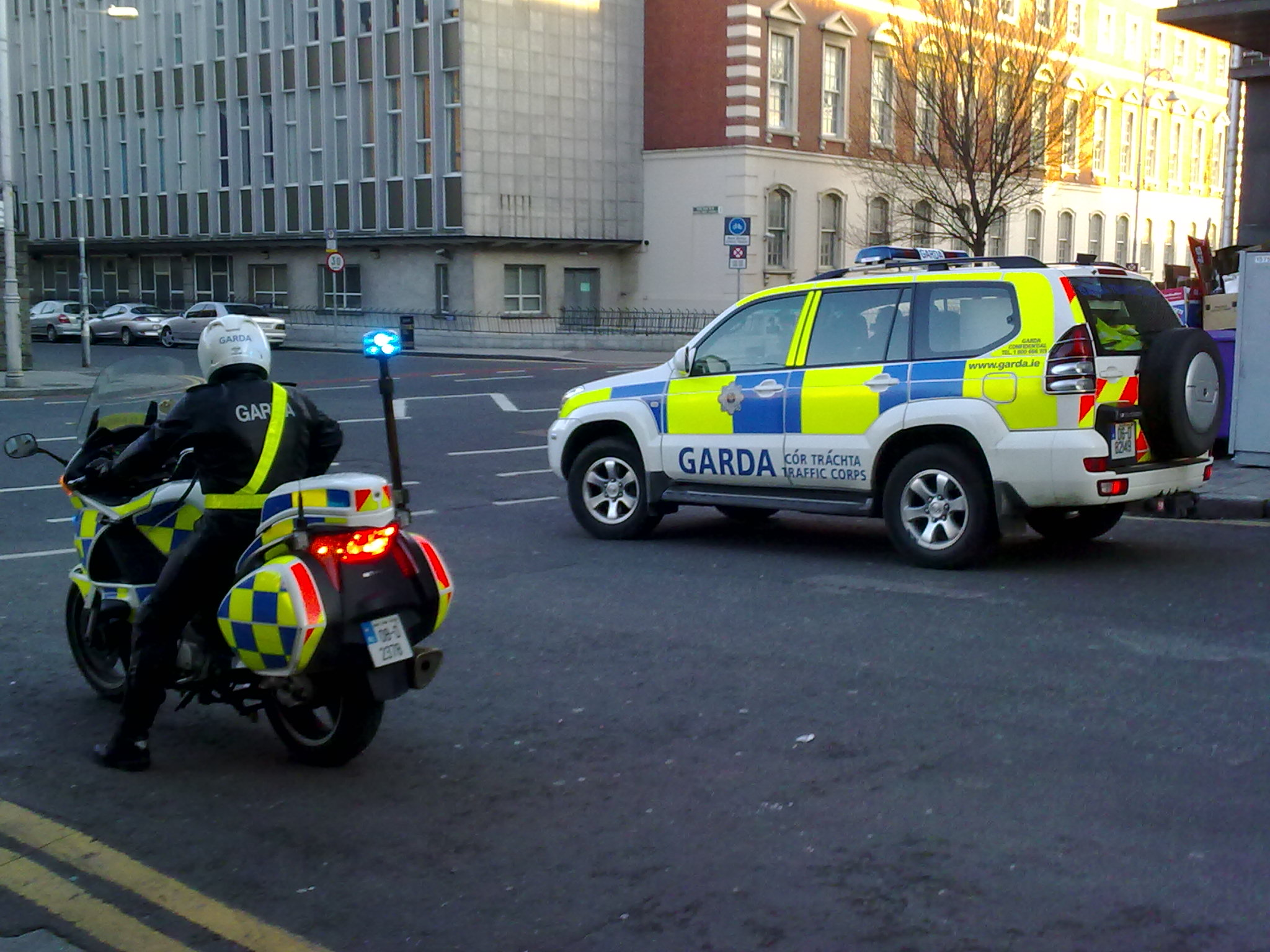
Patrulla a Dublín.